# Tată în stil american
Tată în stil american (titlu originar în engleză American Dad!) este un serial de desene animate cu caracter satiric, produs de Underdog Productions și Fuzzy Door Productions pentru FOX. Unul dintre coautorii săi este Seth MacFarlane, cel care a creat și serialul de succes Family Guy. Episodul-pilot a fost difuzat în Statele Unite pe 6 februarie 2005, la treizeci de minute după terminarea Super Bowl XXXIX. Serialul propriu-zis a început pe 1 mai 2005, după premiera „Family Guy”. „American Dad!” e bazat pe evenimentele din viața agentului CIA Stan Smith și a familiei sale.

## Personaje

Familia Smith, de la stânga la dreapta: Roger, Francine, Stan, Klaus, Hayley și Steve

Serialul se bazează pe familia Smith și pe numeroasele obstacole de care Stan, angajat CIA, se lovește din cauza familiei sale și a problemelor de siguranță națională. Familia Smith locuiește în districtul fictiv „Langley Falls, Virginia”, din area metropolitană a Washington, D.C.. Numele este o combinație dintre numele localităților Langley și Great Falls din Virginia, amândouă situate în provincia Fairfax. Langley este locația sediului CIA și în realitate.

### Familia Smith
Stan Smith (vocea lui Seth MacFarlane) a muncit pentru CIA încă din anii´80 ca „expert în arme”, vigilând întotdeauna activitatea teroriștilor. Începând cu primul episod din sezonul al doilea, funcția sa este de „director adjunct adjunct” și obligațiile sale includ interogarea celor suspecți de acte de terorism. Stan are ușoare tendințe spre paranoia : are o alertă teroristă cu coduri de diverse culori, și într-ul din episoade și-a împușcat toasterul când felia de pâine prăjită a sărit din el. Fiica sa Hayley i-a reproșat atunci : „Tată, era doar pâine prăjită !”, iar Stan i-a replicat „De data aceasta a fost pâine prăjită, Hayley, de data aceasta...”.
Stan pare a fi într-o formă fizică bună (deși când nu poartă tricou are un pic de burtă) și nu se dă în lături de la răpire, drogare, electrocutare, nici chiar când e vorba de familia sa, atâta timp cât își poate atinge scopurile. Într-unul dintre episoade o răpește pe actrița și cântăreața americană Hilary Duff și o obligă pe aceasta să ia cina cu fiul său tocilar, Steve, punându-i de exemplu pistolul la tâmplă pentru ca ea să-i dea solnița cu sare lui Steve. Stan Smith este de asemenea un nostalgic al erei Reagan, el folosind adesea citate ale președintelui Ronald Reagan și alegând odată pentru a lua acasă un câine, doar fiindcă era viu și pe vremea mandatului lui Reagan. Altfel, Stan nu prea este la curent cu evenimentele actuale. 
În comentariul făcut de Seth MacFarlane pe DVD-ul episodului-pilot, acesta afirmă că s-a bazat în crearea personajului Stan Smith pe prezentatorii filmelor de propagandă anticomunistă din anii'50. La asta s-ar mai putea adăuga faptul că e neîncrezător față de străini, bănuind de exemplu un cuplu de intenții teroriste doar fiindcă erau de origine iraniană, deși cei doi se născuseră în Statele Unite și se integraseră perfect. Stan este de asemenea un colecționar de pistoale, pe care le folosește uneori în situații nepotrivite. În mod curios, el își ține pistoalele într-o cămară folosită des de soția sa, dar aceasta se pare că nu observă. Uneori, Stan amplasează pistoale la întâmplare prin casă, în timpul unui jaf strigându-i lui Hayley să ia pistolul din cabinetul de porțelane. Când fiica sa a încercat să-i explice că pistoalele sunt periculoase deoarece pot omorî, Stan i-a răspuns că „Pistoalele nu omoară oameni. Oamenii omoară oameni. Pistoalele îi apară pe oameni de cei cu pistoale mai mici.”
Francine Smith (vocea lui Wendy Schaal) reprezintă stereotipul soției frumoase și dulci, pe care Stan Smith și-a ales-o ca trofeu. De regulă își păstrează propiile opinii și personaliatea petrecăreață pentru ea însăși, datorită ultraconservatorismului soțului său. Nu prea are prieteni deoarece nu a urmat o carieră și pentru că Stan mereu sperie vecinii. Dar în anii´80 s-a culcat cu Adam Ant și Billy Gibbons de la ZZ Top, și cu membrii trupei Dexy's Midnight Runners. Francine e mai tolerantă cu ideologia lui Hayley și cu condiția de tocilar a lui Steve decât e Stan. Îngrijirea casei reprezintă viața ei, dar uneori aspiră la o viață aventuroasă. Francine nu e o blondă naturală, ci o brunetă. La un moment dat avea un stand de brioșe în cadrul unui mall, dar a fost distrus într-o explozie cauzată de un grup de hipioți extremiști. De asemenea, ea îl displace profund pe actorul George Clooney, pe care îl acuză de terminarea șanselor ei de a avea o carieră în actorie.
Hayley Smith (vocea lui Rachael MacFarlane) este fiica ultraliberală a lui Stan și a lui Francine. Datorită convingerilor sale, Stan are mai puțină încredere în ea decât în fratele său. Are optsprezece ani și e studentă la facultatea locală. Îi place să fumeze marihuana și să facă excursii împreună cu prietenul său Jeff Fischer, chiar dacă cei doi nu au o relație stabilă. Amândoi sunt vegetarieni, deși se pare că ea îl obligă într-un fel pe Jeff în acest sens. În episodul „Bullocks To Stan”, ea s-a despărțit de Jeff pentru a se putea culca cu șeful tatălui său, directorul adjunct al CIA Bullock, deoarece pe ea o interesa un bărbat care să se poată înfrunta cu ea. După intervenția tatălui său, se reîmpacă cu prietenul ei hipiot Jeff. În ceea ce e probabil o parodiere a protestatarilor liberali americani, deși ea militează pentru libertate și dreptul de a alege, nu este tolerantă cu cei care nu îi împărtășesc viziunea ultraliberală.
Steve Smith (vocea lui Scott Grimes) este un adolescent foarte ușor de manipulat. Extraterestrul Roger pare a fi cel mai bun prieten al său. Steve e dispus să recurgă la orice pentru a-și îmbunătăți viața socială și a convinge fetele să meargă la întâlniri cu el, dar dă impresia că știe foarte puține lucruri legate de sex. Deși în episodul-pilot era plângăreț, în serial el este prezentat ca încrezător pe sine și inteligent, dar tot inapt din punct de vedere social. Joacă „Dungeons & Dragons” („Temnițe și Dragoni”) cu cei mai buni prieteni umanoizi ai săi și poate înțelege limba elfilor. Uneori se nasc anumite conflicte între Steve și tatăl său, care și-ar dori ca fiul său să renunțe la prietenii săi încuiați și la obiceiurile de tocilar. În episodul „Star Trek” Steve chiar divorțează legal de familia sa din această cauză.
| Actori vocali     | Actori vocali  | Actori vocali | Actori vocali      | Actori vocali     | Actori vocali |
| ----------------- | -------------- | ------------- | ------------------ | ----------------- | ------------- |
|                   |                |               |                    |                   |               |
| Seth MacFarlane   | Wendy Schaal   | Scott Grimes  | Rachael MacFarlane | Dee Bradley Baker | Jeff Fischer  |
| Stan Smith, Roger | Francine Smith | Steve Smith   | Hayley Smith       | Klaus Heissler    | Jeff Fischer  |

## Legături externe
- American Dad! la TBS.com
- Tată în stil american la Internet Movie Database
- American Dad! la Big Cartoon DataBase
- American Dad! la TV.com